# Alden (Rebsorte)
Alden ist eine Anfang im Jahr 1925 durch den amerikanischen Züchter Richard Wellington gezüchtete Rotweinsorte. Sie ist eine Kreuzung zwischen Ontario und der Rebsorte Grosse Guillaume.  Die Markteinführung erfolgte im Jahr 1952. Es handelt sich dabei um eine überaus komplexe Züchtung in der Gene der Wildreben Vitis labrusca und Vitis vinifera vorhanden sind. Entwickelt wurde die Neuzüchtung an der Cornell University in Geneva (dem  New York State Agricultural Experiment Station, Department of Pomology and Viticulture, also das Rebenzüchtungs-Institut im Bundesstaat New York). Die Universität liegt am südlichen Ende des Cayuga Lake.
Die Rebsorte wird meist als Hausrebe oder aber als lokal vermarktete Tafeltraube verwendet, wobei ihr der vergleichsweise niedrige Anteil an Säure zugutekommt. Aufgrund ihrer hohen Ertragskraft geraten die Weine meist dünn und sind von mäßiger Qualität. Kleinere Bestände sind in New York (→ Weinbau in New York) und Kanada bekannt.

## Abstammung
Kreuzung von Ontario × Grosse Guillaume.

## Ampelographische Sortenmerkmale
- Die kegelförmige Traube ist mittelgroß, geschultert und lockerbeerig. Die ovalen Beeren sind groß (zeitweise nahezu 2,5 cm lang) und von rot-schwarzer Farbe.

Die früh austreibende Rebsorte reift ca. 10 Tage nach dem Gutedel und ist somit innerhalb der roten Rebsorten früh reifend, so dass sie in kühlen Lagen ausreifen kann. Die Sorte ist empfindlich gegen die Grauschimmelfäule und den Falschen Mehltau. Zudem ist die Sorte sehr wüchsig und ertragsreich.